# Assabaoch
Assabaoch, naziv za jednu skupinu Indijanaca naseljenih 1874. u blizini jezera Rainy Lake u kanadskoj provinciji Ontario. Njihova etnička pripadnost nije točno utvrđena, a prema Hodgeu pripadali su ili Assiniboinima ili Chippewama. Populacija im je 1875. iznosila 152. 

## Vanjske poveznice
- Canadian Indian Bands, Gens and Clans